# Cable i Televisió de Catalunya
Cable i Televisio de Catalunya SA (abreujat CTC i amb nom comercial Menta, des de maig 1998) fou una empresa de serveis de comunicació per cable constituïda el maig de 1994 per les empreses US West, Enher, Caixa de Catalunya, Endesa, TISA i Cableuropa, on hi havia el Banco de Santander i el Banco Central Hispano, entre altres entitats bancàries.
Degut al retard produït en el desplegament del cable a Catalunya, l'enfrontament entre l'accionariat i les queixes dels usuaris es van produir conflictes i dimissions i, mitjançant diferents moviments empresarials, el 1998 es va integrar en el grup Auna, participat pel Santander Central Hispano, Endesa, Unión Fenosa i el grup ING.
L'any 2000 va rebre el guardó de Telecomunicacions del Premi Nacional de Comunicació.

## Història

### Canvi de denominació a Menta (1999)
El Juny de 1999, Cable i Televisió de Catalunya canvià el seu nom a Menta per millorar la resposta comercial.
L'estudi que Menta va dur a terme per analitzar la relació que el ciutadà europeu estableix amb els seus operadores de telecomunicacions va posar de manifest la necessitat de dotar de major humanitat unes marques que fins ara han apostat gairebé unànimement per incloure vinculacions directes amb la tecnologia en les seves denominacions, deixant de banda altres nomenclatures de caràcter més conceptual.
El logotip també va patir la transformació: un quadre amb els colors negre (modernitat i serietat pròpia de l'empresa, segons Menta) i verd (percebut com a garantia de solvència). La voluntat de la companyia era aconseguir dominar el mercat de les telecomunicacions a Catalunya i destinar un pressupost de 307 milions de pessetes (quasi 2M€) per al llançament de la nova identitat corporativa.
En aquell moment Menta estava desplegant la seva xarxa de fibra òptica, que portava un any de retard, i fins a finals de 1999 només 300.000 habitants de ciutats com Barcelona, L'Hospitalet, Terrassa, Sabadell, Lleida i Tarragona podien gaudir dels seus serveis de televisió, telefonia i Internet d'alta velocitat. Les pretensions de l'operadora de comunicacions eren cobrir el 80% de la població de Catalunya en els següents cinc anys.

### Correu electrònic gratuït per als municipis (2000)
Amb tu va ser el nom del projecte que va presentar Menta, Cable i Televisió de Catalunya, juntament amb Localret, el consorci de municipis catalans per al desenvolupament de xarxes de telecomunicacions i la implantació de noves tecnologies, a 90 alcaldes de consistoris de Catalunya. Amb aquest programa, els municipis podrien oferir als seus ciutadans una adreça de correu electrònic personal, gratuïta i permanent.

#### Prova a Barcelona
La iniciativa va tenir un precedent, l'Ajuntament de Barcelona l'havia posat en marxa el 24 de setembre de 1999. Tots els ciutadans empadronats a Barcelona podien demanar la seva adreça electrònica. En el següent mes de febrer 8.500 persones ja ho havien fet. Aquest "èxit" del projecte va portar a Menta a estendre la iniciativa arreu del territori català. S'esperava aconseguir un milió d'usuaris en un any.
En una roda de premsa del 18 de febrer de l'any 2000 es va donar a conèixer la iniciativa i l'operadora de cable i el consorci d'ajuntaments catalans van demanar a la Generalitat que busqués solucions perquè a la primavera de 2001 totes les capitals de comarca estiguessin connectades per fibra òptica. Salvador Martí, Director General de Menta, va afirmar que "un alt percentatge de capitals de comarca estarien cobertes a la primavera de 2001". A més, va proposar una reunió entre Generalitat, ajuntaments i operadores per buscar fórmules que portessin a complir aquests objectius.
Menta ja estava activa en quatre ciutats catalanes: Barcelona, l'Hospitalet, Badalona i Terrassa, i tenia 5.200 clients de televisó per cable, 3.240 a Internet, 5.400 en telefonia i 2.600 d'accés indirecte. La inversió fins al desembre va ser de 20.600 milions de pessetes i per a aquell mateix any s'havia previst una inversió de 34.000 milions i l'ampliació de la seva xarxa a unes altres 12 ciutats. Ferran González va assegurar que "la penetració de l'empresa va per davant de les previsions". Per això, es va excusar, es van produir problemes. Això va suposar que alguns clients haguessin hagut d'esperar fins a un mes la connexió. "Ha calgut reforçar la infraestructura, perquè en ser una companyia nova hem tingut molts problemes d'instal·lació". Va assegurar, però, que en un mes ja "no hi haurà demores".

### Dimissió del Director General Salvador Martí (2000)
El novembre de l'any 2000, el Director General de Menta, Salvador Martí, dimití enmig dels retards del cable i de les discrepàncies entre els seus accionistes.
Els retards en el desplegament del cable (havia de cobrir el 70% del Territori Català a finals del 2004, cosa que mai va succeir) i els enfrontaments entre els accionistes de Cable i Televisió de Catalunya (CTC, coneguda ja per la marca comercial Menta), es van cobrar el cap del director general del primer operador de telecomunicacions per cable de Catalunya, Salvador Martí.
Les diferències entre Martí, que el 28 de novembre va fer pública la seva dimissió al·legant "motius personals", i el que era considerat l'home de Telecom Italia i president de l'empresa Joan Echevarria, estretament vinculat a Endesa, eren un secret a veus en el sector des de feia mesos. La creació del grup d'empreses a la primavera de l'any 2000 va suposar reagrupar les participacions en les empreses de telecomunicacions d'Endesa, Telecom Italia i Unión Fenosa, incrementant així la pressió sobre la cúpula directiva de Menta, que es va concretar en diversos tocs d'atenció davant l'incompliment de les expectatives de penetració en el mercat. A voltants de setembre del mateix any, els accionistes de l'empresa (Endesa 43%, Telecom Italia 27%, BSCH 20% i Unión Fenosa 10%) van arribar a plantejar un seriós ultimàtum, al qual va seguir una acceleració en el desplegament de cable efectuat per Menta. A Barcelona es cablejà fins i tot de nit. "Si finalment es compleixen les expectatives, encara pitjor. És com reconèixer que s'ha estat dormint durant molt de temps. El pitjor és generar expectatives que no es poden complir", va dir una font del sector. També havien transcendit les diferències en les línies estratègiques entre Martí i Echevarria, encara que en l'empresa descartava que aquest últim sortís reforçat d'aquesta crisi com l'home fort de l'empresa.

### Compromisos d'inversió (2001)
L'any 2001, Menta, que va ser la primera de les dues operadores, juntament amb Telefónica Cable, que van obtenir una concessió de telecomunicacions per cable a Catalunya, ja no estava obligada a complir els compromisos d'inversió que va assumir el 1997. Aquests compromisos incloïen un desemborsament de 155.000 milions de pessetes que s'havia de realitzar en 10 anys per modernitzar les infraestructures mitjançant el desplegament de la xarxa de cable.
Segons el Ministeri de Ciència i Tecnologia, liderat per Anna Birulés, les operadores de cable van quedar exonerades dels seus compromisos d'inversions arran de la transformació dels títols en llicències B1 (per oferir telecomunicacions amb xarxa). Totes les operadores de cable amb concessió van veure transformats els seus títols en llicències. Aquest no fou el cas, però, de Telefónica Cable.
No obstant això, les altres condicions bàsiques assumides per Menta i la resta dels operadors es mantingueren rigorosament. És a dir, els terminis per desplegar el cable al territori i la qualitat del servei que s'havia de donar a l'usuari continuaren sent una obligació ineludible per als operadors. Aquests també s'havien d'atenir als acords que haguessin tancat amb les institucions públiques, com ara les universitats.
L'exoneració del compromís d'inversions no implicà que Menta i la resta dels operadors deixessin de fer necessàriament el desemborsament. Segons fonts de la Secretaria per a la Societat de la Informació, representants de Cable i Televisió de Catalunya (CTC), l'empresa que operava sota la marca comercial de Menta, es van reunir amb aquesta entitat de la Generalitat i van reiterar que complirien tots els seus compromisos. El ritme d'inversions es va posar al dia, i Menta negà categòricament que hagués de donar serveis amb tecnologia ADSL, una tecnologia menys costosa que estendre el cable.
Pel que fa al nombre de clients abonats, l'empresa continuà sense revelar les xifres. La direcció general seguí vacant després de la sortida de Salvador Martí, dos mesos abans.

#### La mateixa vara per a tots
En el cas de Telefónica Cable, els títols encara no han estat transformats en la corresponent llicència, el moll de la qüestió rau a saber si entre els compromisos adquirits figura alguna tecnologia en particular, ja que l'operador dominant ha optat per l'ADSL, que li permet utilitzar la seva xarxa actual, amb adaptacions a les centrals telefòniques i en els aparells receptors de l'usuari.
Referent a això, el Ministeri de Ciència i Tecnologia afirma que entre les obligacions adquirides pel conjunt d'operadors 'no s'imposa l'ús de cap tecnologia en particular, però sí que se'ls exigeix que la xarxa que construeixin tingui capacitat suficient per donar els serveis de banda ampla que s'han compromès a donar'. Així, en el cas de Telefónica Cable, 's'aplicarà la mateixa vara' que a la resta dels operadors de cable quan disposi de la corresponent llicència. 'Telefónica haurà de demostrar que amb la seva xarxa pot donar serveis de televisió per cable'. Caldrà veure si les propostes que faci en el seu moment l'operador dominant evidencien la suficient capacitat de la seva xarxa.
De moment, ni el ministeri que dirigeix Birulés ni la Comissió del Mercat de Telecomunicacions (CMT), l'òrgan que regula aquest sector, han contestat formalment als requeriments de la Generalitat. A la CMT també s'hi havia dirigit el consorci d'ajuntaments Localret, però per demanar aclariments exclusivament en el cas de Telefónica pel gir que ha donat a la seva estratègia.
Aquest gir ha causat enrenou, desconcert i inquietud entre els operadors de cable, lligats per les condicions que se'ls van imposar a canvi de la concessió. La nova aposta de Telefónica, que implica menys inversions noves (50.000 milions de pessetes a Catalunya) per estendre la xarxa de cable, se suma a la proliferació de competidors en un mercat liberalitzat que no existia quan la van obtenir, els quals no estan sotmesos als mateixos compromisos.
La Comissió del Mercat de les Telecomunicacions (CMT) manifestava no haver rebut cap petició formal dels operadors de cable perquè se'ls eximeixi de complir les condicions que van assumir. Però nombroses fonts del sector donen gairebé per fet que acabaran plantejant una exoneració dels seus compromisos davant l'incert futur de les seves inversions.